# Хумілья
Хумілья (ісп. Jumilla) — муніципалітет в Іспанії, у складі автономної спільноти Мурсія. Населення — 26 015 осіб (2010).
Муніципалітет розташований на відстані близько 300 км на південний схід від Мадрида, 60 км на північ від Мурсії.
На території муніципалітету розташовані такі населені пункти: (дані про населення за 2010 рік)
- Ла-Альберкілья: 49 осіб
- Ла-Алькерія: 130 осіб
- Каньяда-дель-Тріго: 169 осіб
- Ель-Карче: 66 осіб
- Лас-Енсебрас: 74 особи
- Ла-Естакада: 314 осіб
- Фуенте-дель-Піно: 123 особи
- Хумілья: 24782 особи
- Ла-Раха: 79 осіб
- Санта-Ана: 88 осіб
- Терміно-де-Арріба: 4 особи
- Торре-дель-Рико: 97 осіб
- Ла-Сарса: 33 особи
- Роман: 7 осіб

## Демографія
Динаміка населення (INE ):

## Галерея зображень

Розташування муніципалітету у провінції Мурсія
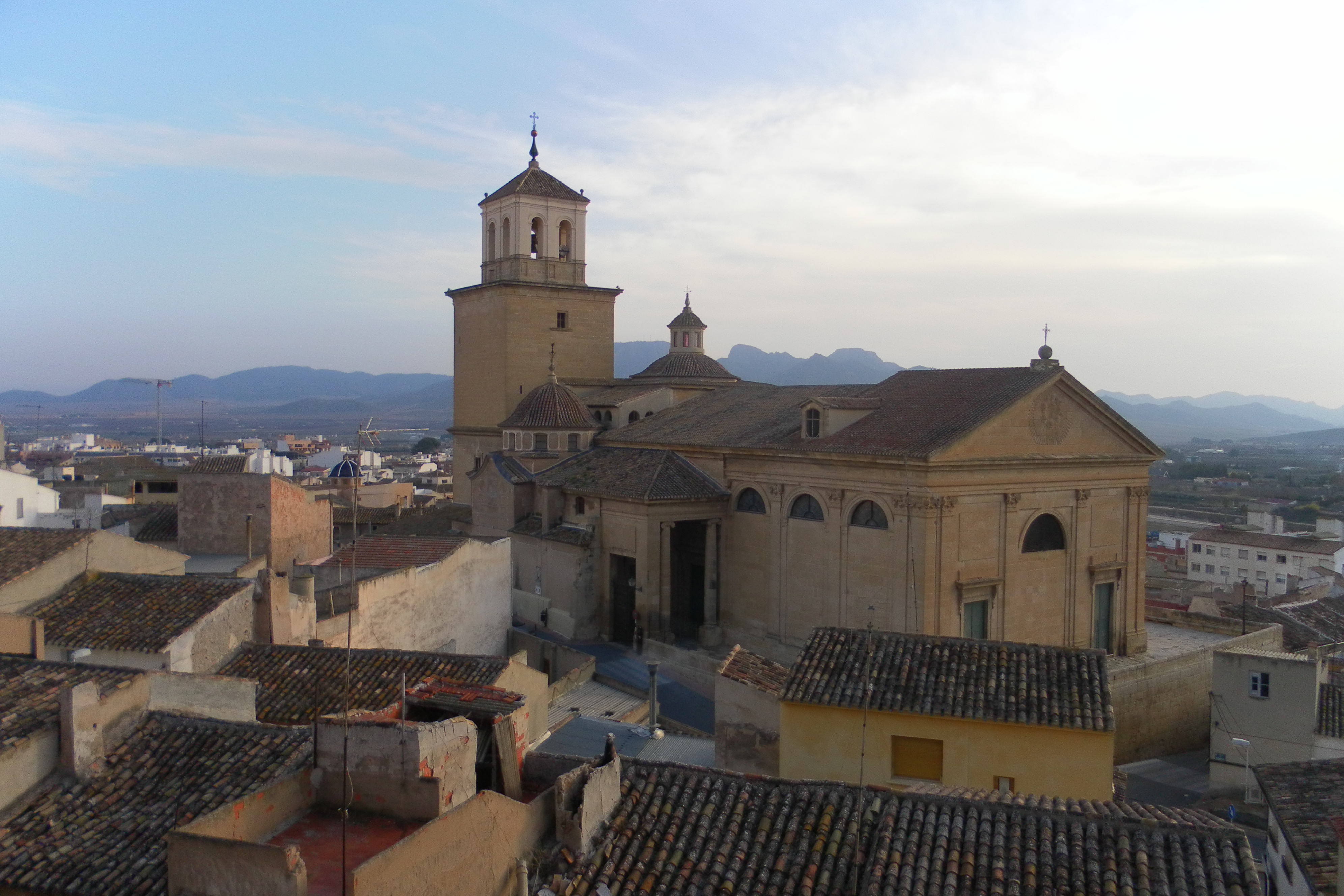
Церква Сантьяго, XV-XVI століття